# Руптура бубне опне
Руптура бубне опне или пробијање бубне опне (лат. Ruptura traumatica membranae tympani) је трауматски прекид њеног континуитета, који може настати непосредним или посредним деловањем механичке силе. Ову повреду треба разликовати од перфорација бубне опне, код које такође постоји пробијање или прекид њеног континуитета, али су промене настале као последица ресорбовања (перфорације) ткива бубне опне запаљењем а не траумом.

## Шифра руптуре бубне опне према МКБ
- S09.2 Трауматска руптура бубне опне - (Ruptura traumatica membranae tympani)

## Етиологија
Повреда или пробијање бубне опне може настати директно током уношења разних шиљатих предмета у спољни ушни ходник ува, и неспретаних покрета тим предметом. На пример ако нека особа голица неког увлачењем травке, укоснице или сличних предмета у уво. 
Повреда бубне опне може настати и посредно деловање силе која настаје појачаним притиском ваздуха у слушном ходнику, нпр. код ударца дланом на уво, код експлозија у близини тела, код наглог успона авионом на висину, лечења у барокомори или код роњења у већим дубинама (подводни риболов).

## Клиничка слика
Клиничком сликом доминира:
- бол у уву, прво јак, а затим слабији,
- наглувост различитог степена,
- зујање у уву
- умерена вртоглавица.

## Дијагноза
При отоскопски прегледу види се мали троугласти отвор у бубној опни, или дефект бубне опне у виду линеарне или неправилне, једноструке или вишеструке пукотине, са раскидани и крвљу подливени ивицама. Отвор је најчешће локализован у задњем горњем квадранту, где су екскурзије бубне опне највеће. 
При тежим повредама може се видети крвављење из спољнејег ушног канала. Најозбиљнија компликација нелечене трауматске перфорације бубне опне је холестаеатом услед урастања плочастог епитела у средње уво.
За разлику од перфорација бубне опне које су настале као последица запаљењем и код којих је ресорбовано ткиво опне која се налазила унутар отвора, код руптуре нема губитка ткива, већ се покидани део опне савија у смотуљак на једном рубу отвора. Такође око руптуре, ако је свежа, нема запаљења, а бубна опна је бледа и нежна. Кроз отвор се, ако је већег промера, види бледа и нежна слузокожа средњега ува.
Услед руптуре бубне опне само је делимицно смањена њена способност да вибрира под дејством звучних таласа. Губитак слуха није никада већи од 25 децибела, под услоовом да је руптура бубне опне једина повреда која је настала и ако је уво пре тога било здраво. 
Ако је дошло и до других оштећења ува механичком траумом, као што је прекид у ланцу слушних кошчица услед њихове луксације (обичо у инкусостапесном зглобу), дијагностички, руптуру бубне опне може пратити и тешка кондуктивна наглувост (што се може дијагносртички са сигурношћу утврди тек током операције уз помож оперативног микроскопа).
Ако је руптура бубне опне само део тешке опште повреде тела, као код бласт и краш синдрома, који настаје дејством експлозије мине или услед засипања земљом, губитак слуха може да достигне и највиши степен услед повреде коштаног и мембранозног
лавиринта, као и централног нервног система.
Руптура бубне опне прати често и преломе костију базе лобање. Ако главна линија прелома или један од њених огранака иде кроз анулус тимпаникус, а то се најцешће дешава кад линије прелома иду упоредо са дугом осом пирамиде, она она преко коштаног оквира бубне опне прелази на коштани део слушног ходника. На том путу обично долази до малог покретања кости на ивици прелома, па је у том случају руптура бубне опне најбоље видљива на
лимбусу, а према средини се постепено губи. Будући да у линији прелома не долази до зарастања коштаног ткива, то већином и након затварања руптуре у бубној опни остаје испод коже слушног ходника траг неправилне линије прелома све до краја живота.

## Терапија
Лечење треба започети ревизијом фрагмената бубне опне, а затим се наставља њиховим фиксирањем у правилном анатомском положај и стерилну тампонаду канала. 
Уво се до зарастања бубне опне не сме испирати. Антибиотици спречавају секундарну инфекцију, па их треба ординирати.